# Comté de Callaway
Pour les articles homonymes, voir Callaway.
Le comté de Callaway (Callaway County) est un Comté de l'État américain du Missouri.

## Comtés voisins
- Comté de Boone (à l'ouest)
- Comté d'Audrain (au nord)
- Comté de Montgomery (à l'est)
- Comté de Gasconade (au sud-est)
- Comté d'Osage (au sud)
- Comté de Cole (au sud et au sud-ouest)

## Transports
- Interstate 70
- U.S. Route 54
- U.S. Route 63
- Missouri Route 94
- Missouri Route 95

## Villes
- Fulton
- Jefferson City
- Kingdom City
- Auxvasse
- Mokane
- Portland
- New Bloomfield
- Lake Mykee Town
- Tebbetts